# Industria de semiconductores
La industria de semiconductores es el conjunto de empresas dedicadas al diseño y fabricación de semiconductores y dispositivos semiconductores, como transistores y circuitos integrados. Se formó en torno a 1960, cuando la fabricación de dispositivos semiconductores se convirtió en un negocio viable. Desde entonces, los ingresos anuales por ventas de semiconductores de la industria han crecido hasta superar los 481.000 millones de dólares, en 2018.
La industria de semiconductores es, a su vez, la fuerza impulsora de la industria electrónica en general, con unas ventas anuales de electrónica de potencia de 135.000 millones de libras (216.000 millones de dólares) a partir de 2011, unas ventas anuales de electrónica de consumo que se espera que alcancen los 2,9 billones de dólares en 2020, unas ventas de la industria tecnológica que se espera que alcancen los 5 billones de dólares en 2019, y un comercio electrónico con más de 29 billones de dólares en 2017. En 2019, el 32,4 % del segmento de mercado de semiconductores correspondía a redes y dispositivos de comunicaciones.
En 2021, las ventas de semiconductores alcanzaron la cifra récord de 555 900 millones de dólares, un 26,2 % más, y las ventas en China alcanzaron los 192 500 millones de dólares, según la Asociación de la Industria de Semiconductores. En el año natural se envió la cifra récord de 1,15 billones de unidades de semiconductores. Se prevé que la industria de los semiconductores alcance los 726.730 millones de dólares en 2027.

## Estructura del sector
La industria mundial de semiconductores está dominada por empresas de Estados Unidos, Taiwán, Corea del Sur, Japón y Países Bajos, con una presencia significativa de Israel y Alemania.
Las características únicas de la industria incluyen un crecimiento continuo, pero en un patrón cíclico con alta volatilidad. Si bien el crecimiento medio anual de la industria de semiconductores en los últimos 20 años es del orden del 13%, ha ido acompañado de una volatilidad del mercado igualmente superior a la media, que puede dar lugar a oscilaciones cíclicas significativas, cuando no dramáticas. Esto ha hecho necesario un alto grado de flexibilidad e innovación para adaptarse constantemente al rápido ritmo de cambio del mercado, ya que muchos productos que incorporan dispositivos semiconductores suelen tener un ciclo de vida muy corto.
Al mismo tiempo, el ritmo de mejora constante de la relación precio-rendimiento en la industria de los semiconductores es asombroso. Como consecuencia, los cambios en el mercado de los semiconductores no sólo se producen con extrema rapidez, sino que también anticipan los cambios en industrias que evolucionan a un ritmo más lento. La industria de los semiconductores está ampliamente reconocida como motor clave y facilitador tecnológico de toda la cadena de valor de la electrónica.
La industria se basa en el modelo de fundición, que consta de plantas de fabricación de semiconductores (fundiciones) y operaciones de diseño de circuitos integrados, cada una de ellas perteneciente a empresas o filiales separadas. Algunas empresas, conocidas como fabricantes de dispositivos integrados, diseñan y fabrican semiconductores. El modelo de fundición ha dado lugar a una consolidación entre las fundiciones. A partir de 2021, sólo tres empresas podrán fabricar los semiconductores más avanzados: TSMC de Taiwán, Samsung de Corea del Sur e Intel de Estados Unidos. En parte, esto se debe a los elevados costes de capital que supone construir fundiciones. La última fábrica de TSMC, capaz de fabricar semiconductores con un proceso de 3 nm y terminada en 2020, costó 19.500 millones de dólares.
Intel está considerando subcontratar parte de la producción a TSMC. Actualmente sólo puede producir semiconductores de 10 nm, mientras que TSMC y Samsung pueden producir ambos de 5 nm. GlobalFoundries, una empresa con sede en Estados Unidos, utiliza un proceso de 12 nm para sus chips más avanzados debido al rápido aumento de los costes de desarrollo de nodos de proceso más pequeños.

Exportación de circuitos electrónicos integrados por país o región a partir de 2016, por clasificación comercial HS4

## Ventas de semiconductores

### Ingresos por ventas

Exportación de semiconductores discretos a partir de 2016, por Sistemas Armonizados de Designación y Codificación de Mercancías de las Naciones Unidas 4

| Año  | Ingresos (nominales) | Ingresos (inflación) | Ref.   |
| ---- | -------------------- | -------------------- | ------ |
| 2022 | $601,694,000,000     |                      | [ 15 ] |
| 2021 | $594,952,000,000     |                      | [ 15 ] |
| 2020 | $466,237,000,000     |                      | [ 16 ] |
| 2019 | $422,237,000,000     |                      | [ 16 ] |
| 2018 | $481,090,000,000     | $583,730,000,000     | [ 1 ]  |
| 2017 | $420,390,000,000     | $522,550,000,000     | [ 1 ]  |
| 2016 | $345,850,000,000     | $439,070,000,000     | [ 1 ]  |
| 2015 | $335,170,000,000     | $430,830,000,000     | [ 17 ] |
| 2014 | $335,840,000,000     | $432,240,000,000     | [ 17 ] |
| 2013 | $305,580,000,000     | $399,700,000,000     | [ 17 ] |
| 2012 | $291,560,000,000     | $386,940,000,000     | [ 17 ] |
| 2011 | $299,520,000,000     | $405,680,000,000     | [ 17 ] |
| 2010 | $298,320,000,000     | $416,820,000,000     | [ 17 ] |
| 2009 | $226,310,000,000     | $321,400,000,000     | [ 17 ] |
| 2008 | $280,000,000,000     | $396,000,000,000     |        |
| 2007 | $255,600,000,000     | $375,600,000,000     | [ 18 ] |
| 2006 | $247,700,000,000     | $374,400,000,000     | [ 18 ] |
| 2005 | $227,000,000,000     | $354,000,000,000     | [ 17 ] |
| 2004 | $213,000,000,000     | $344,000,000,000     | [ 17 ] |
| 2000 | $204,000,000,000     | $361,000,000,000     | [ 17 ] |
| 1995 | $144,000,000,000     | $288,000,000,000     | [ 17 ] |
| 1992 | $60,000,000,000      | $130,000,000,000     | [ 17 ] |
| 1990 | $51,000,000,000      | $119,000,000,000     | [ 17 ] |
| 1987 | $33,000,000,000      | $89,000,000,000      | [ 17 ] |

| Sector industrial           | Ingresos         | Cuota de mercado | Ref.   |
| --------------------------- | ---------------- | ---------------- | ------ |
| Memoria                     | $124 billones    | 30%              | [ 19 ] |
| Lógica                      | $102.2 billones  | 25%              | [ 19 ] |
| Microprocesador             | $63.9 billones   | 16%              | [ 19 ] |
| Semiconductores de potencia | $36.8 billones   | 9%               | [ 20 ] |
| Total                       | $420.39 billones | 100%             |        |

| Tipo de semiconductor      | Ingresos      | Cuota de mercado | Ref.   |
| -------------------------- | ------------- | ---------------- | ------ |
| Chip de circuito integrado | $250 billones | 89.3%            | [ 21 ] |
| Semiconductores compuestos | $20 billones  | 7.1%             | [ 21 ] |
| Transistores de potencia   | $10 billones  | 3.6%             | [ 22 ] |
| Total                      | $280 billones | 100%             |        |

### Cuota de mercado
| Sector industrial                  | Cuota de mercado |
| ---------------------------------- | ---------------- |
| Computadoras y equipos periféricos | 32.3%            |
| Electrónica de consumo             | 21.2%            |
| Equipos de telecomunicaciones      | 16.5%            |
| Electrónica industrial             | 14.3%            |
| Industria espacial y de defensa    | 11.5%            |
| Tecnología del transporte          | 4.2%             |

## Empresas más grandes
| Rango | 2021     | 2020     | 2018     | 2017     | 2011     | 2006      | 2000     | 1995       | 1992       | 1990       | 1986    | 1985      | 1975     |
| ----- | -------- | -------- | -------- | -------- | -------- | --------- | -------- | ---------- | ---------- | ---------- | ------- | --------- | -------- |
| 1     | Samsung  | Intel    | Samsung  | Samsung  | Intel    | Intel     | Intel    | Intel      | NEC        | NEC        | NEC     | NEC       | TI       |
| 2     | Intel    | Samsung  | Intel    | Intel    | Samsung  | Samsung   | Toshiba  | NEC        | Toshiba    | Toshiba    | Toshiba | TI        | Motorola |
| 3     | SK Hynix | TSMC     | SK Hynix | TSMC     | TSMC     | TI        | NEC      | Toshiba    | Intel      | Hitachi    | Hitachi | Motorola  | Philips  |
| 4     | Micron   | SK Hynix | TSMC     | SK Hynix | TI       | Toshiba   | Samsung  | Hitachi    | Motorola   | Intel      | ?       | Hitachi   | ?        |
| 5     | Qualcomm | Micron   | Micron   | Micron   | Toshiba  | ST        | TI       | Motorola   | Hitachi    | Motorola   | ?       | Toshiba   | ?        |
| 6     | Nvidia   | Qualcomm | Broadcom | Broadcom | Renesas  | Renesas   | Motorola | Samsung    | TI         | Fujitsu    | ?       | Fujitsu   | ?        |
| 7     | Broadcom | Broadcom | Qualcomm | Qualcomm | Qualcomm | Hynix     | ST       | TI         | ?          | Mitsubishi | ?       | Philips   | ?        |
| 8     | TI       | Nvidia   | Toshiba  | TI       | ST       | Freescale | Hitachi  | IBM        | Mitsubishi | TI         | ?       | Intel     | ?        |
| 9     | Mediatek | TI       | TI       | Toshiba  | Hynix    | NXP       | Infineon | Mitsubishi | ?          | Philips    | ?       | National  | ?        |
| 10    | AMD      | Infineon | Nvidia   | Nvidia   | Micron   | NEC       | Philips  | Hyundai    | ?          | Panasonic  | ?       | Panasonic | ?        |

| Nombre                         | País             | Tipo de fabricante | Productos de hardware                                                                               |
| ------------------------------ | ---------------- | ------------------ | --------------------------------------------------------------------------------------------------- |
| Samsung Electronics            | Corea del Sur    | IDM                | Memoria NAND flash, DRAM, Sensor CMOS, transceptores de RF, pantalla OLED, SSD                      |
| Intel                          | Estados Unidos   | IDM                | x86-64, microprocesador, GPU, SSD, DRAM                                                             |
| TSMC                           | Taiwán           | Pure-play          | |
| SK Hynix                       | Corea del Sur    | IDM                | memoria flash, DRAM, SSD, sensor CMOS                                                               |
| Micron                         | Estados Unidos   | IDM                | DRAM, flash NAND, SSD, flash NOR, NAND gestionada, paquetes multichip                               |
| Qualcomm                       | Estados Unidos   | Fabless            | Módulo RF, procesador de señales digitales, sistema Snapdragon en chip                              |
| Broadcom                       | Estados Unidos   | Fabless            | Banda ancha/Wi-Fi/Módems Bluetooth, DSP personalizados y CPU ARM                                    |
| Kioxia                         | Japón            | IDM                | Memoria flash NAND, SSD                                                                             |
| Texas Instruments (TI)         | Estados Unidos   | IDM                | Microcontrolador, SoC, DSP, amplificadores, convertidores de datos                                  |
| Analog Devices                 | Estados Unidos   | IDM                | Amplificadores, convertidores de datos, productos de audio y vídeo, RF y microondas, sensores, MEMS |
| Microchip                      | Estados Unidos   | IDM                | Microcontroladores y semiconductores analógicos                                                     |
| NXP                            | Países Bajos     | IDM                | PMIC, Procesador multimedia, MIFARE, LPC                                                            |
| MediaTek                       | Taiwán           | Fabless            | SoC, chipset, CPU, GPU, DSP                                                                         |
| Infineon                       | Alemania         | IDM                | Microcontroladores y dispositivos semiconductores de potencia                                       |
| Bosch                          | Alemania         | IDM                | |
| STMicroelectronics             | Francia / Italia | IDM                | ASIC, Microcontroladores                                                                            |
| Sony                           | Japón            | IDM                | Sensor de píxel activo, memoria flash NAND                                                          |
| ARM                            | Reino Unido      | Fabless            | Microprocesador                                                                                     |
| AMD                            | Estados Unidos   | Fabless            | CPU x86-64, GPU, chipset de placa base, SDRAM                                                       |
| Nvidia                         | Estados Unidos   | Fabless            | GPU                                                                                                 |
| Semiconductor ON               | Estados Unidos   | IDM                | |
| UMC                            | Taiwán           | Pure-play          | |
| Apple                          | Estados Unidos   | Fabless            | Chips de Apple                                                                                      |
| IBM                            | Estados Unidos   | Fabless            | Microprocesadores IBM Power, arquitectura z                                                         |
| Mitsubishi Electric            | Japón            | IDM                | Dispositivos semiconductores de potencia                                                            |
| Tower Semiconductor            | Israel           | IDM                | |
| Xilinx                         | Estados Unidos   | Fabless            | Dispositivo lógico programable                                                                      |
| SMIC                           | China            | Pure-play          | |
| Nordic Semiconductor           | Noruega          | Fabless            | Bluetooth, wifi, móvil de baja potencia                                                             |
| Laboratorio de semiconductores | India            | Pure-play          | Dispositivos semiconductores de potencia, Microprocesadores                                         |

Notas:
- Fundidoras pure-play - Están especializadas en servicios de fundición. Pueden ofrecer o no servicios de diseño a terceros, así como servicios de fabricación de máscaras (máscara fotográfica), envasado de semiconductores y ensayos, que también pueden subcontratarse a otras empresas. Un ejemplo es TSMC, que ofrece servicios de diseño, pruebas y embalaje, TCE photomasks, que sólo ofrece servicios de fabricación de máscaras, y ChipMOS, que sólo ofrece servicios de embalaje y pruebas.

- IDM (fabricantes de dispositivos integrados) - Pueden ofrecer o no servicios de fundición.

- Proveedores Fabless - No ofrecen servicios de fundición. Pueden o no ofrecer servicios de diseño a terceros.

## Envíos de dispositivos
| Año         | Optoelectrónica | Sensor / Actuador | MOSFET                 |
| ----------- | --------------- | ----------------- | ---------------------- |
| 1960 - 2001 | ?               | ?                 | 2,900,000,000,000,000  |
| 2002        | 23,164          | 1,654             | 2,900,000,000,000,000  |
| 2003        | 28,955          | 2,482             | 2,900,000,000,000,000  |
| 2004        | 38,056          | 3,310             | 2,900,000,000,000,000  |
| 2005        | 44,675          | 4,137             | 2,900,000,000,000,000  |
| 2006        | 55,429          | 4,137             | 2,900,000,000,000,000  |
| 2007        | 67,839          | 4,136             | 2,900,000,000,000,000  |
| 2008        | 76,939          | 4,964             | 2,900,000,000,000,000  |
| 2009        | 91,003          | 4,964             | 2,900,000,000,000,000  |
| 2010        | 97,622          | 6,619             | 2,900,000,000,000,000  |
| 2011        | 110,031         | 8,273             | 2,900,000,000,000,000  |
| 2012        | 129,886         | 11,583            | 2,900,000,000,000,000  |
| 2013        | 131,541         | 14,064            | 2,900,000,000,000,000  |
| 2014 - 2015 | ?               | ?                 | 10 100,000,000,000,000 |
| 2016        | 217 200         | 17 376            | 10 100,000,000,000,000 |
| 2017 - 2018 | ?               | ?                 | 10 100,000,000,000,000 |
| 1960 - 2018 | 1,112,340+      | 87,699+           | 13,000,000,000,000,000 |

### Circuitos integrados
| Año         | Memoria MOS | MPU / MCU | Analog   | Logic    | ASIC    | ASSP     | Total      |
| ----------- | ----------- | --------- | -------- | -------- | ------- | -------- | ---------- |
| 1960 - 1991 | ?           | 15,000    | ?        | ?        | ?       | ?        | 350,000    |
| 1992        | 3,706       | 15,000    | ?        | ?        | ?       | ?        | 350,000    |
| 1993        | 4,060       | 15,000    | ?        | ?        | ?       | ?        | 350,000    |
| 1994        | 4,938       | 15,000    | ?        | ?        | ?       | ?        | 350,000    |
| 1995        | 6,092       | 15,000    | ?        | ?        | ?       | ?        | 350,000    |
| 1996        | 6,206       | 15,000    | ?        | ?        | ?       | ?        | 350,000    |
| 1997        | 7,155       | ?         | ?        | ?        | ?       | ?        | 60,100     |
| 1998 - 1999 | ?           | ?         | ?        | ?        | ?       | ?        | ?          |
| 2000        | ?           | ?         | ?        | ?        | ?       | ?        | 89,100     |
| 2001        | ?           | ?         | ?        | ?        | ?       | ?        | ?          |
| 2002        | 9,100       | 6,619     | 24,819   | 11,582   | 2,482   | 23,992   | 78,594     |
| 2003        | 10,755      | 6,618     | 30,611   | 14,064   | 1,655   | 25,646   | 89,349     |
| 2004        | 13,237      | 9,100     | 33,092   | 14,064   | 1,654   | 33,092   | 104,239    |
| 2005        | 15,719      | 8,273     | 37,229   | 14,891   | 2,481   | 38,056   | 116,649    |
| 2006        | 18,201      | 10,755    | 43,020   | 18,200   | 2,482   | 45,501   | 141,600    |
| 2007        | 23,992      | 12,409    | 48,811   | 18,201   | 3,309   | 45,502   | 156,000    |
| 2008        | 25,646      | 12,410    | 49,639   | 18,200   | 1,655   | 47,156   | 154,706    |
| 2009        | 28,128      | 11,582    | 43,020   | 14,892   | 2,482   | 43,847   | 143,951    |
| 2010        | 33,919      | 16,546    | 57,084   | 19,028   | 1,654   | 57,911   | 189,800    |
| 2011        | 33,919      | 17,374    | 56,256   | 19,028   | 1,655   | 58,738   | 186,970    |
| 2012        | 34,747      | 17,373    | 57,084   | 17,373   | 1,655   | 57,083   | 185,315    |
| 2013        | 33,919      | 16,546    | 67,839   | 18,201   | 2,481   | 64,530   | 203,516    |
| 2014        | ?           | 18,600    | ?        | ?        | ?       | ?        | ?          |
| 2015        | ?           | 22,058    | ?        | ?        | ?       | ?        | 235,600    |
| 2016        | 43 440      | 21,174    | 130 320  | 52 128   | ?       | ?        | 342 416    |
| 2017        | ?           | 25,797    | ?        | ?        | ?       | ?        | 581 321    |
| 2018        | ?           | ?         | ?        | ?        | ?       | ?        | 634 700    |
| 1960 - 2018 | 356,879+    | 274,298+  | 635,804+ | 249,852+ | 25,645+ | 541,054+ | 4,043,926+ |

### Dispositivos discretos
| Año         | Transistores discretos | Transistores discretos | Transistores discretos | Diodo    | Total      |
| Año         | Potencia               | Señal pequeña          | Total                  | Diodo    | Total      |
| ----------- | ---------------------- | ---------------------- | ---------------------- | -------- | ---------- |
| 1954 - 1956 | ?                      | ?                      | 28                     | ?        | 28+        |
| 1957        | ?                      | ?                      | 30                     | ?        | 30+        |
| 1958 - 1962 | ?                      | ?                      | ?                      | ?        | ?          |
| 1963        | ?                      | ?                      | 303                    | ?        | 303+       |
| 1964 - 1965 | ?                      | ?                      | ?                      | ?        | ?          |
| 1966        | ?                      | ?                      | 968                    | ?        | 968+       |
| 1967        | ?                      | ?                      | 881                    | ?        | 881+       |
| 1968        | ?                      | ?                      | 997                    | ?        | 997+       |
| 1969        | ?                      | ?                      | 1,249                  | ?        | 1,249+     |
| 1970        | ?                      | ?                      | 914                    | ?        | 914+       |
| 1971        | ?                      | ?                      | 881                    | ?        | 881+       |
| 1972 - 2001 | ?                      | ?                      | ?                      | ?        | ?          |
| 2002        | ?                      | ?                      | ?                      | ?        | 232,472    |
| 2003        | ?                      | ?                      | ?                      | ?        | 245,708    |
| 2004        | ?                      | ?                      | ?                      | ?        | 287,901    |
| 2005        | ?                      | ?                      | ?                      | ?        | 290,382    |
| 2006        | ?                      | ?                      | ?                      | ?        | 321,820    |
| 2007        | ?                      | ?                      | ?                      | ?        | 356,566    |
| 2008        | ?                      | ?                      | ?                      | ?        | 324,301    |
| 2009        | ?                      | ?                      | ?                      | ?        | 289,555    |
| 2010        | 53 000                 | ?                      | 53 000+                | ?        | 371,458    |
| 2011        | 45,000                 | 110,000                | 155 000                | 143,000  | 356 000    |
| 2012        | ?                      | ?                      | ?                      | ?        | 345,812    |
| 2013        | 44,000                 | 103,000                | 147 000                | 146,000  | 358,000    |
| 2014        | 48,000                 | 109,000                | 157 000                | 154,000  | 380,000    |
| 2015        | 52,000                 | 107,000                | 159 000                | 150,000  | 372,000    |
| 2016        | 53 300                 | ?                      | 53,300+                | ?        | 382 272    |
| 2017        | 58 100                 | ?                      | 58,100+                | ?        | 58,100+    |
| 2018        | 62,800                 | ?                      | 62,800+                | ?        | 62,800+    |
| 1954 - 2018 | 416,200+               | 429,000+               | 851,451+               | 593,000+ | 5,041,398+ |

## Ventas
Los fabricantes con sede en los siguientes lugares son los líderes de ventas en los sectores de fundición pura, IDM (fabricación de dispositivos integrados), fabricación sin fábrica y OSAT (ensamblaje y pruebas de semiconductores subcontratados) de la industria.
| Rango | Fundición      | IDM            | Fabless        | OSAT           |
| ----- | -------------- | -------------- | -------------- | -------------- |
| 1     | Taiwán         | Estados Unidos | Estados Unidos | Taiwán         |
| 2     | Estados Unidos | Corea del Sur  | Taiwán         | Estados Unidos |
| 3     | China          | Japón          | China          | China          |
| 4     | Corea del Sur  | Unión Europea  | Unión Europea  | Singapur       |
| 5     | Israel         | Taiwán         | Japón          | Japón          |

Los fabricantes con sede en Estados Unidos tienen plantas de fabricación en todo el mundo: más del 50% en América, el 39% en la región Asia-Pacífico (incluido el 9% en Japón) y el 9% en Europa.